# Cala (Geographie)

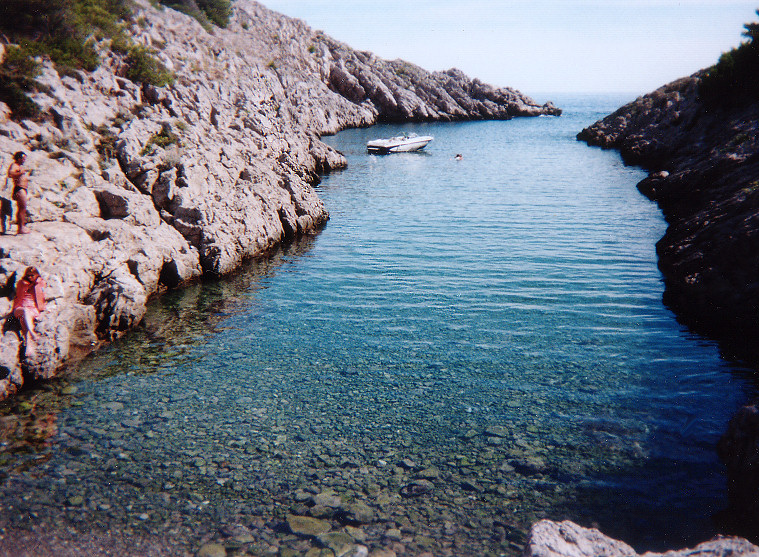
Cala Ferriola im Montgrí-Massiv in Katalonien

Cala (Plural Sp. Calas/Kat. Cales, spanisch „Bucht“, katalanisch „kleine Bucht“) nennt man kleine, mittlere und größere Buchten, die am Ende eines Trockentales durch einen Sturzbach in seinem Mündungsbereich in die Felsen der Küstenlinie eingeschnitten worden sind und sich mit Sand gefüllt haben. 
Typischerweise ist der Sandstrand eher kurz und das Meerwasser beidseits durch eine Felsenlinie begrenzt. Vom tief gelegenen Strand aus blickt man wie durch eine Gasse auf das Meer hinaus. Die Dünung untergräbt die Felsenlinie oder höhlt diese aus. Die Buchten sind ein idealer geschützter Lebensraum für Fische und ihren Nachwuchs. 
Die Calaküste findet sich zum Beispiel auf den Inseln Ibiza, Mallorca oder in Katalonien im westlichen Mittelmeer. In Frankreich, an der Mittelmeerküste der Provence, heißt solch eine Bucht Calanque und auf Korsika Calanca.